# Межправительственная группа экспертов по изменению климата
Межправительственная группа экспертов по изменению климата (МГЭИК, англ. Intergovernmental Panel on Climate Change, IPCC) — организация, созданная для оценки риска изменения климата, вызванного антропогенными факторами.

## История
Межправительственная группа экспертов по изменению климата была основана в 1988 году Всемирной метеорологической организацией (ВМО) и Программой ООН по окружающей среде (ЮНЕП) и позднее была одобрена Генеральной Ассамблеей Организации Объединённых Наций. Членство открыто для всех членов ВМО и ООН. МГЭИК готовит доклады, которые способствуют работе Рамочной конвенции Организации Объединённых Наций об изменении климата (РКИК ООН), основного международного договора об изменении климата. Цель РКИК ООН состоит в том, чтобы «стабилизировать концентрации парниковых газов в атмосфере на уровне, который предотвратил бы опасное антропогенное вмешательство в климатическую систему».
Первым её председателем стал шведский метеоролог Берт Рикард Йоханнес Болин, который занимал этот пост до 1997 года.
С 2002 по 2015 год председателем МГЭИК являлся уроженец Индии, профессор Раджендра Кумар Пачаури. В октябре 2015 года председателем был избран Хёсон Ли.
МГЭИК получила, вместе с Альбертом Гором, Нобелевскую премию мира 12 октября 2007 года.

## Происхождение и цели
МГЭИК была создана на основе международного научного органа — Консультативной группы по парниковым газам, учреждённой в 1985 году Международным советом по науке, Программой ООН по окружающей среде (ЮНЕП) и Всемирной метеорологической организацией (ВМО) для подготовки рекомендаций на основе текущих исследований. Этой небольшой группе учёных не хватало ресурсов, чтобы охватить все более сложный междисциплинарный характер климатологии. Агентство по охране окружающей среды США и Государственный Департамент хотели, чтобы международная конвенция согласовала ограничения на выбросы парниковых газов, и консервативная администрация Рональда Рейгана была обеспокоена неограниченным влиянием независимых учёных или органов Организации Объединённых Наций, включая ЮНЕП и ВМО. Правительство США было главной силой в формировании МГЭИК в качестве автономного межправительственного органа, в котором учёные принимали участие как в качестве экспертов по науке, так и в качестве официальных представителей своих правительств, для подготовки докладов, которые имели твёрдую поддержку всех ведущих учёных во всем мире, исследующих эту тему, и которые затем должны были получить согласие от каждого из участвующих правительств. Таким образом, он был сформирован как гибрид между научным органом и межправительственной политической организацией.
Организация Объединённых Наций официально одобрила создание МГЭИК в 1988 году. Некоторые из причин, которые ООН изложила в своей резолюции, включают:
- «Деятельность человека может изменить глобальные климатические модели, угрожая нынешнему и будущим поколениям потенциально серьёзными экономическими и социальными последствиями»;

- «Непрерывный рост атмосферных концентраций „парниковых“ газов может привести к глобальному потеплению с последующим повышением уровня моря, последствия которого могут быть катастрофическими для человечества, если не будут приняты своевременные меры на всех уровнях.»

МГЭИК было поручено провести обзор рецензируемой научной литературы и других соответствующих публикаций для предоставления информации о состоянии знаний об изменении климата.

## Организация
МГЭИК не проводит собственных оригинальных исследований. Она производит всеобъемлющие оценки, доклады по специальным темам и методологиям. Эти оценки основаны на предыдущих докладах и отражают самые последние знания. Например, формулировки докладов, подготовленных в период с первой по пятую оценку, отражают растущее число свидетельств изменения климата, вызванного деятельностью человека.
МГЭИК приняла и опубликовала «принципы, регулирующие работу МГЭИК», в которых говорится, что МГЭИК будет оценивать:
- риск глобального потепления,

- его потенциальные последствия, а также

- возможные варианты борьбы с этим.

В этом документе также говорится, что МГЭИК будет проводить эту работу путём оценки «на всеобъемлющей, объективной, открытой и транспарентной основе научной, технической и социально-экономической информации, имеющей отношение к пониманию научной основы» этих тем. В принципах также говорится, что «доклады МГЭИК должны быть нейтральными в отношении политики, хотя в них, возможно, потребуется объективно рассматривать научные, технические и социально-экономические факторы, имеющие отношение к применению конкретной политики.»
Корейский экономист Хесун Ли является председателем МГЭИК с 8 октября 2015 года, после избрания нового Бюро МГЭИК. До этих выборов группу возглавлял заместитель председателя Исмаил Эль Гизули, который был назначен исполняющим обязанности председателя после отставки Раджендры К. Пачаури в феврале 2015 года. Предыдущими председателями были Раджендра К. Пачаури, избранный в мае 2002 года; Роберт Уотсон в 1997 году; и Берт Болин в 1988 году. Председателю помогает избранное бюро, включающее заместителей председателя и сопредседателей рабочей группы, а также секретариат.
Сама группа состоит из представителей, назначаемых правительствами. Поощряется участие делегатов, обладающих соответствующим опытом. Пленарные заседания организации и рабочих групп МГЭИК проводятся на уровне представителей правительств. Могут также присутствовать неправительственные и межправительственные организации, допущенные в качестве организаций-наблюдателей. Сессии группы, Бюро МГЭИК, рабочие совещания, совещания экспертов и ведущих авторов проводятся только по приглашению. Около 500 человек из 130 стран приняли участие в 48-й сессии Группы в Инчхоне, Республика Корея, в октябре 2018 года, в том числе 290 государственных должностных лиц и 60 представителей организаций-наблюдателей. Церемонии открытия сессий группы и заседаний ведущих авторов открыты для средств массовой информации, но в остальном заседания МГЭИК являются закрытыми.
Существует несколько основных групп:
Группа экспертов МГЭИК: проводит пленарные заседания примерно раз в год. Она контролирует структуру, процедуры и программу работы организации, а также принимает и утверждает доклады МГЭИК. Группа является юридическим лицом МГЭИК.
Председатель: избирается группой.
Секретариат: осуществляет надзор и управление всей деятельностью. При поддержке ЮНЕП и ВМО.
Бюро: избирается группой. Находится под управлением председателя. 34 члена бюро включают заместителей председателя МГЭИК, сопредседателей рабочих групп и целевой группы, а также заместителей председателя рабочих групп. Оно даёт рекомендации группе по научным и техническим аспектам её работы.
Рабочие группы: В каждой из них имеется два сопредседателя, один из развитых и один из развивающихся стран, и группа технической поддержки. Сессии рабочей группы одобряют резюме для директивных органов специальных докладов и вкладов рабочей группы в доклад об оценке. Каждая рабочая группа имеет бюро в составе своих сопредседателей и заместителей председателя, которые также являются членами бюро МГЭИК.
Рабочая группа I: занимается оценкой научных аспектов климатической системы и изменения климата.
Рабочая группа II: занимается оценкой уязвимости социально-экономических и природных систем к изменению климата, последствиям и вариантам адаптации.
Рабочая группа III: оценивает варианты ограничения выбросов парниковых газов и иного смягчения последствий изменения климата.
Целевая группа по национальным кадастрам парниковых газов.
Бюро целевой группы: состоит из двух сопредседателей, которые также являются членами бюро МГЭИК, и 12 членов.
Исполнительный комитет: состоит из председателя, заместителей председателя МГЭИК и сопредседателей рабочих групп и целевой группы. Его роль включает в себя решение неотложных вопросов, возникающих в период между сессиями группы.
МГЭИК получает финансирование через Целевой фонд МГЭИК, учреждённый в 1989 году Программой ООН по окружающей среде (ЮНЕП) и Всемирной метеорологической организацией (ВМО), расходы на секретаря и жильё секретариата покрываются за счёт ВМО, а ЮНЕП оплачивает расходы заместителя секретаря. Ежегодные взносы наличными в Целевой фонд вносятся ВМО, ЮНЕП и членами МГЭИК. Выплаты и их размер являются добровольными. Группа отвечает за рассмотрение и принятие на основе консенсуса годового бюджета. Организация обязана соблюдать финансовые положения и правила ВМО.

## Доклады
МГЭИК подготавливает научные оценки:
- величины и сроков изменения климата, их возможных воздействий на окружающую среду и социально-экономическую систему;
- реалистичных ответных стратегий[14].

IPCC опубликовала четыре полноценных доклада, оценивающих последние климатологические результаты, а также ряд докладов на отдельные тематики. Доклады составляются группой исследователей, отобранных организацией из списка, представленного государствами. Проект доклада проходит стадию открытого рецензирования.
Каждый доклад публикуется в трёх томах, соответствующих трём рабочим группам.
Опубликованные доклады:
1. Первый доклад[англ.] (1990)
2. Второй доклад[англ.] (1995)
3. Третий доклад[англ.] (2001)
4. Четвёртый доклад[англ.] (2007)
5. Пятый доклад[англ.] (2014)[15]

IPCC не проводит собственных исследований. Ведущие специалисты оценивают информацию на основе опубликованных материалов. В соответствии с указаниями организации, приоритет отдаётся работам, прошедшим рецензирование. При этом авторы могут использовать нерецензированные материалы, если они достаточного качества. К таким материалам относятся результаты моделей, отчёты государственных агентств и негосударственных организаций.
Вышедший в октябре 2018 года Special Report on Global Warming of 1.5 °C называют самым важным из всех докладов, публиковавшихся за всю историю организации, «оглушительным сигналом тревоги для мира».

### Пятый оценочный доклад

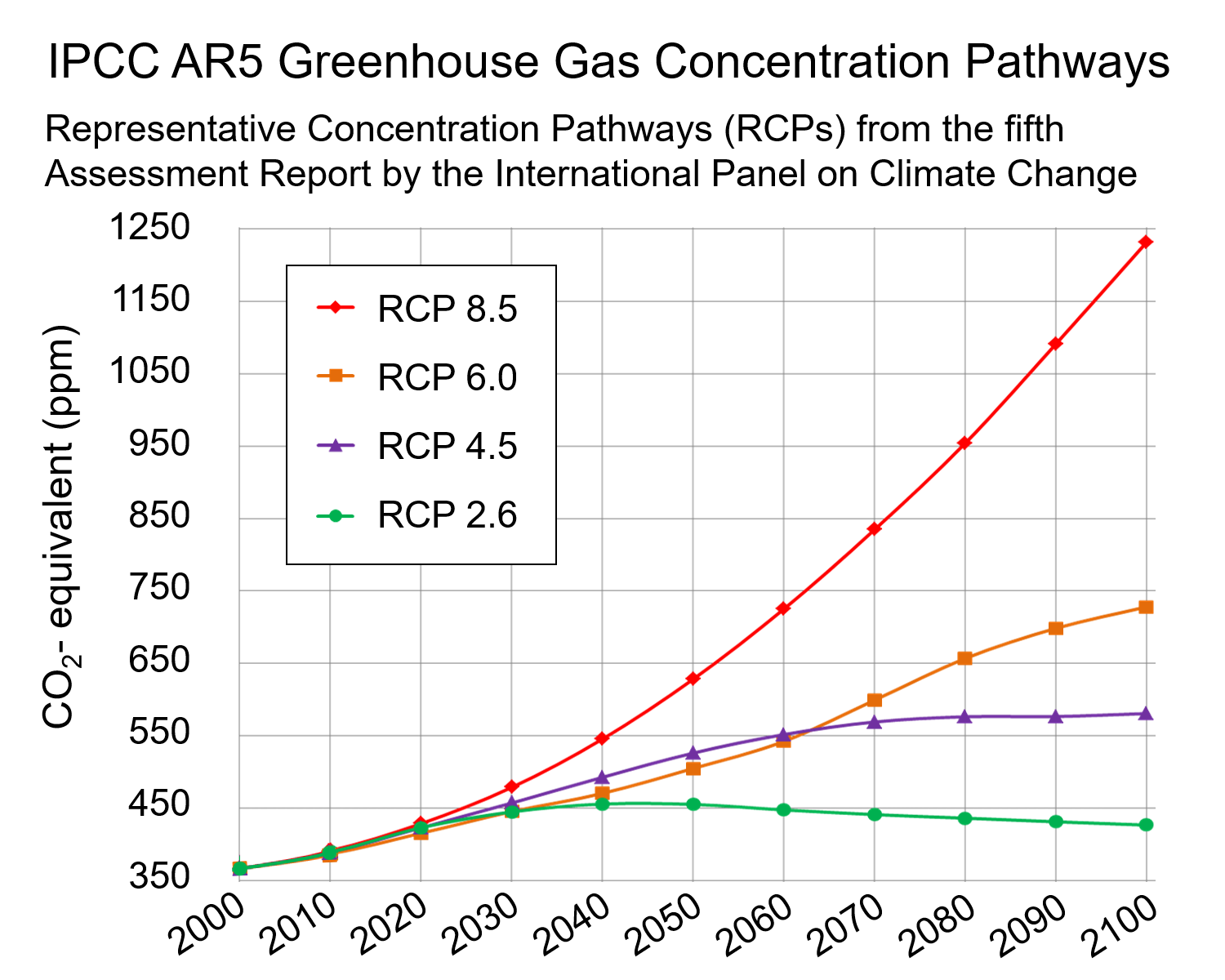
Сценарии глобального потепления

Последний на данный момент пятый оценочный доклад (Assessment Report 5 или AR5) завершён в 2014 году. Как и предыдущие доклады, он состоит из трёх докладов рабочих групп и обобщённого доклада.
Доклад рассматривает четыре сценария, при которых концентрация парниковых газов к 2100 году достигнет 421 ppm (RCP2.6), 538 ppm (RCP4.5), 670 ppm (RCP6.0), и 936 ppm (RCP 8.5). Сценарий RCP2.6 подразумевает, что пик выбросов парниковых газов придётся на 2010—2020 годы, после чего произойдёт спад. В сценарии RCP4.5 считается, что пик выбросов произойдёт около 2040 года, а RCP6.0 — 2080. Сценарий RCP8.0 предполагает, что выбросы продолжат расти в течение столетия. Полученные проекции роста средних температур относительно средних значений периода 1986—2005 годов:
|          | 2046-2065                    | 2081-2100                    |
| Сценарий | средние и вероятные значения | средние и вероятные значения |
| RCP2.6   | 1.0 (0.4 — 1.6)              | 1.0 (0.3 — 1.7)              |
| RCP4.5   | 1.4 (0.9 — 2.0)              | 1.8 (1.1 — 2.6)              |
| RCP6.0   | 1.3 (0.8 — 1.8)              | 2.2 (1.4 — 3.1)              |
| RCP8.5   | 2.0 (1.4 — 2.6)              | 3.7 (2.6 — 4.8)              |

### Подготовка докладов
Как правило, процесс обзора состоит из трёх этапов:
- Экспертиза (6-8 недель)

- Правительственная / экспертная оценка

- Отзыв правительства:
  - О резюме для директивных органов
  - Об обзорных главах
  - О сводном докладе

Комментарии рецензентов хранятся в открытом архиве не менее пяти лет.
Существует несколько видов согласований, который получают документы:
- Утверждение. Материал подвергается подробному, построчному обсуждению и согласованию.
  - Резюме рабочих групп для директивных органов утверждаются их рабочими группами.
  - Резюме сводного доклада для директивных органов утверждается управляющими.

- Принятие. Одобряется по разделам (а не по строкам).
  - Группа принимает обзорные главы докладов по методологии.
  - Группа принимает сводный доклад МГЭИК..

- Принятие. Не подвергается построчному обсуждению и согласованию, но представляет собой всеобъемлющий, объективный и сбалансированный взгляд на предмет.
  - Рабочие группы принимают доклады.
  - Доклады целевой группы принимаются управляющими.
  - Резюме рабочих групп для директивных органов принимаются управляющими после утверждения группой.

Группа несёт ответственность за МГЭИК, и её одобрение докладов позволяет ей обеспечивать их соответствие стандартам МГЭИК.

## Деятельность
МГЭИК концентрирует свою деятельность на задачах, возложенных на неё соответствующими резолюциями и решениями Исполнительного совета ВМО и Совета управляющих ЮНЕП, а также на мерах в поддержку процесса РКИК ООН. Хотя подготовка докладов об оценке является одной из основных функций МГЭИК, она также поддерживает другие виды деятельности, такие как Центр распространения данных и Национальная программа кадастров парниковых газов, которые требуются в рамках РКИК ООН. Это включает публикацию коэффициентов выбросов по умолчанию, которые являются факторами, используемыми для получения оценок выбросов на основе уровней потребления топлива, промышленного производства и так далее.
МГЭИК также часто отвечает на запросы вспомогательного органа РКИК ООН для консультирования по научным и техническим аспектам.

## Нобелевская премия мира
В декабре 2007 года МГЭИК была присуждена Нобелевская премия мира «за их усилия по накоплению и распространению более широких знаний о антропогенном изменении климата и созданию основ для мер, необходимых для противодействия такому изменению». Премия разделена с бывшим вице-президентом США Альбертом Гором за его работу по изменению климата и документальный фильм «Неудобная правда».

## Проблемы
IPCC не удалось предсказать экстремальные погодные явления летом 2021 года, такие как аномальная жара в западной части Северной Америки и наводнения в Европе.
Специалисты указывают, что для детальных прогнозов такого рода необходимо качественно улучшить компьютерные модели, применяемые IPCC. Для этого предлагается создать международный центр прогноза погоды по образцу ЦЕРН, оснащённого мощным суперкомпьютером. По оценкам IPCC, стоимость такой установки может выражаться в сотнях миллионах долл. США, но ущерб от непредвиденных погодных катастроф неизмеримо больше.